# Teatro Apollo (Mondavio)
Il Teatro Apollo di Mondavio (PU) è il teatro storico del comune.

## Storia
Le origini del teatro sono tardo settecentesche è infatti del 1789 la costituzione della ‘Società dei Condomini’. L'edificio fu ricavato all'interno della ex chiesa di S. Filippo Neri risalente al '400, ma l'aspetto che il teatro presenta risale all'ultimo consistente rinnovamento portato a termine nel 1887. Non si conosce però né l'architetto che progettò il teatro né colui che diresse successivamente i lavori di ampliamento.

## Cronologia
- 1789 - Costituzione della Società dei Condomini del Teatro Apollo.
- 1872 - Progetto dei lavori per aprire un atrio, un terzo ordine di palchi e migliorare ingresso e scale.
- 1887 - Completamento dei lavori progettati.
- 1888 - Riapertura del teatro in occasione del Carnevale. Si esibisce la celebre Compagnia Comica Rizzotti.
- 1894 - Dalla polizza assicurativa si ricavano alcune informazioni sul teatro di fine ottocento. Esistevano a lato del palcoscenico due camerini per gli attori. Il pavimento era in legno, le scale erano in pietra bianca del Furlo, mentre le pavimentazioni dei palchi, dell'atrio e dei corridoi erano in mattoni. L'illuminazione era ad olio minerale. Fra il primo e il secondo ordine (sopra l'atrio) esisteva un ambiente adibito a Caffè nelle sere di spettacolo, mentre al piano del secondo ordine si apre una sala utilizzata anche per riunioni condominiali. Esistono tre ordini di palchi con 33 posti per ciascun ordine.
- 1900 - Statuto della Società dei Condomini: al Comune di Mondavio spetta la proprietà del fabbricato, ai soci la proprietà dei palchi, degli arredi, degli scenari, ecc.
- 1908 - Viene eseguito con il contributo del Comune l'impianto di illuminazione ad acetilene.
- 1915 - L'illuminazione a gas viene sostituita da quella elettrica.
- 1916/1918 - L'attività è sospesa.
- 1928 - Il Comune esegue alcuni lavori di manutenzione in seguito ad una perizia di inagibilità.
- 1929/1944 - Il Teatro viene adoperato quasi esclusivamente per manifestazioni saltuarie.
- 1947 - Viene redatto un progetto (fortunatamente mai realizzato) di trasformazione radicale del teatro con l'eliminazione dei palchi e del palcoscenico. Nello stesso anno viene trasformato in sala cinematografica.
- 1956 - Si scioglie la Società dei Condomini.
- 1957 - Si utilizza per l'ultima volta il teatro per una festa danzante. In seguito verrà chiuso definitivamente per inagibilità.
- 1990 - Intervento di consolidamento del tetto.
- 2005/2006 - Restauro e recupero architettonico dell'intera struttura del teatro e restauro degli affreschi.

## Architettura e decorazioni

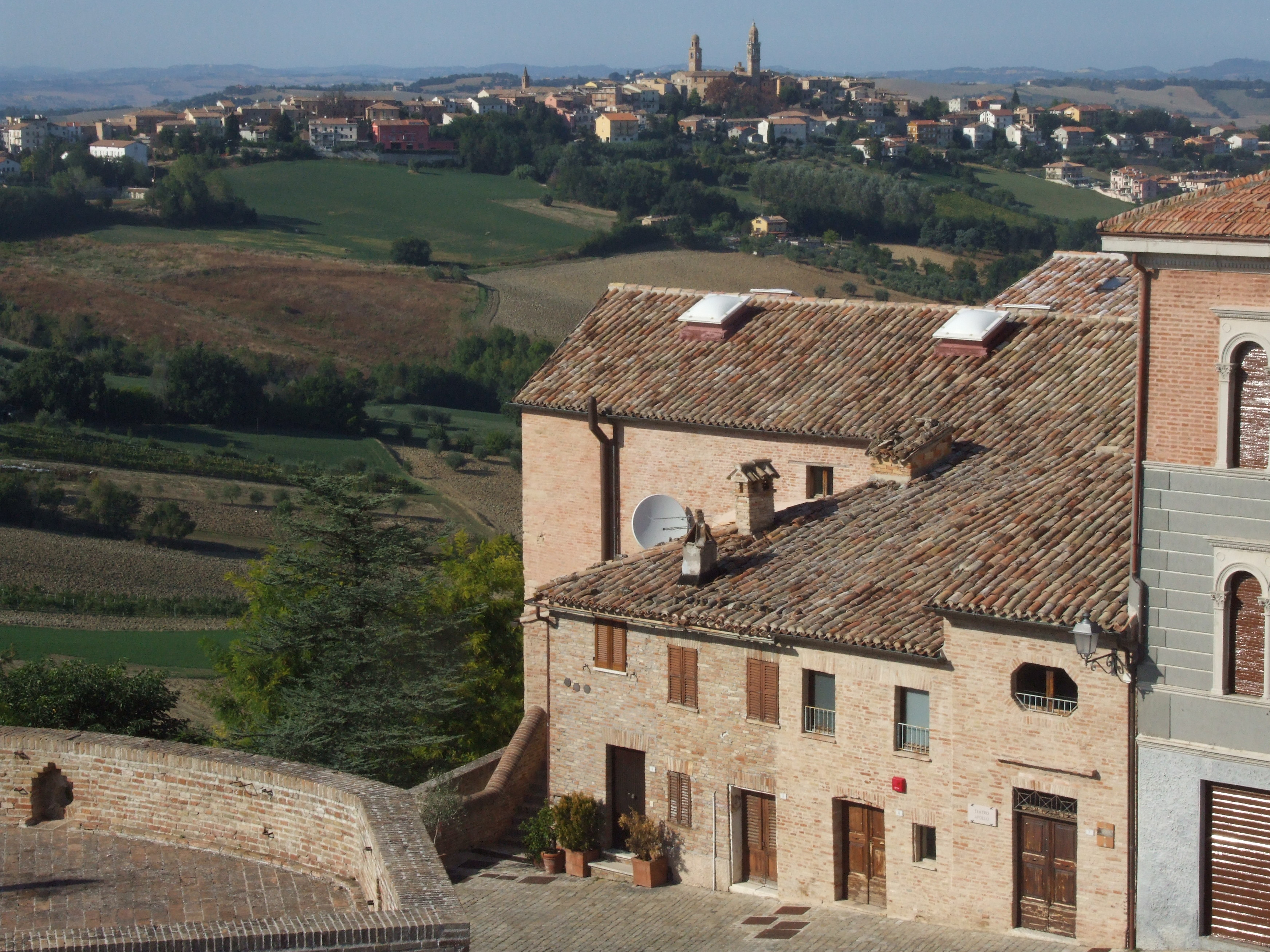
facciata del teatro su piazza della Rovere

Il teatro si appoggia da un lato sulle mura castellane di nord-ovest e si affaccia sulla Piazza della Rovere con una piccola facciata, stretta tra edifici privati, caratterizzata da un'apertura ottagonale sopra il portone d'ingresso. La struttura conserva ancora le mura perimetrali e la cripta sotterranea dell'antica chiesa. Nella navata di quest'ultima, alla quale si accede tramite un atrio, fu ricavata la platea, nell'abside invece fu ricavato il palcoscenico, al di sotto del quale trovano posto i camerini ed i meccanismi di manovra. La sala presenta ancora l'originaria pianta a ferro di cavallo, così come sono originari i primi due ordini di palchi. Sono invece di fine ottocento il terzo ordine (del tutto nuovo) e la volta, interamente rifatta con tutte le decorazioni pittoriche. Queste ultime si fanno apprezzare per l'elegante motivo a velario del soffitto, quasi una trama a merletto su toni di azzurro intenso con una corona di festoni e putti posti attorno ad un medaglione centrale. Al centro del soffitto è rappresentata l'immagine di Apollo intento a suonare la cetra. Decorazioni a festoni e arabeschi ricoprono anche i parapetti a fascia dei tre ordini di palchi e il boccascena è delimitato da paraste in stile ionico. La sala può contenere 99 (autorizzati 59) posti suddivisi tra la platea e i 38 palchi (compresi i 6 palchi sopra il proscenio). Il piano in legno della platea, tuttora conservato, aveva inoltre la possibilità di sollevarsi fino al livello del palcoscenico per lo svolgimento delle feste danzanti.